# Лареоль
Ларео́ль (фр. Laréole, окс. La Reula) — коммуна во Франции, находится в регионе Юг — Пиренеи. Департамент — Верхняя Гаронна. Входит в состав кантона Кадур. Округ коммуны — Тулуза.
Код INSEE коммуны — 31275.

## География

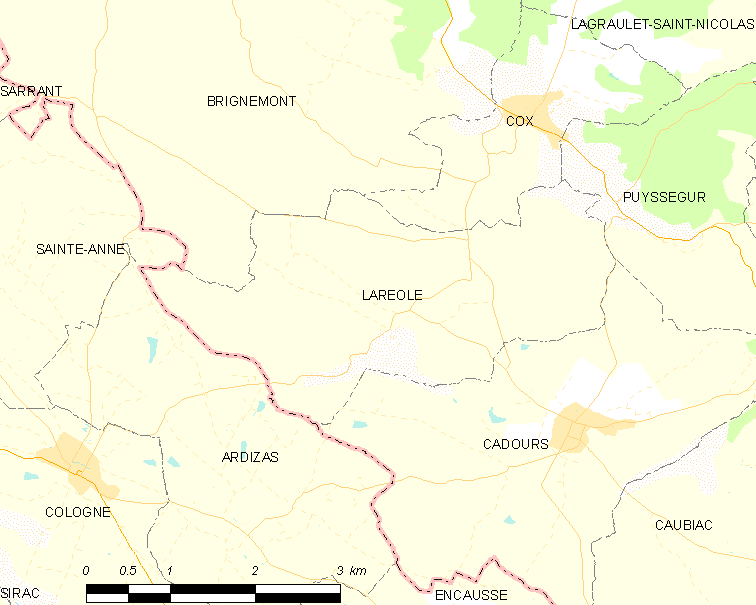
Карта коммуны

Коммуна расположена приблизительно в 580 км к югу от Парижа, в 37 км к северо-западу от Тулузы.

### Климат
Климат умеренно-океанический. Зима мягкая и снежная, весна характеризуется сильными дождями и грозами, лето сухое и жаркое, осень солнечная. Преобладают сильные юго-восточные и северо-западные ветры.

## Население
Население коммуны на 2010 год составляло 140 человек.
| 1962 | 1968 | 1975 | 1982 | 1990 | 1999 | 2010 |
| ---- | ---- | ---- | ---- | ---- | ---- | ---- |
| 183  | 152  | 146  | 138  | 114  | 122  | 140  |

## Администрация
| Период | Период | Фамилия     | Партия | Примечания |
| ------ | ------ | ----------- | ------ | ---------- |
| 2001   | 2008   | Жерар Бус   |        |            |
| 2008   | 2020   | Жан-Люк Гот |        |            |

## Экономика
В 2010 году среди 78 человек трудоспособного возраста (15—64 лет) 63 были экономически активными, 15 — неактивными (показатель активности — 80,8 %, в 1999 году было 81,3 %). Из 63 активных жителей работали 62 человека (32 мужчины и 30 женщин), безработной была 1 женщина. Среди 15 неактивных 7 человек были учениками или студентами, 5 — пенсионерами, 3 были неактивными по другим причинам.

## Достопримечательности
- Замок Лареоль[фр.] (XVI век). Исторический памятник с 1927 года[4]
- Церковь Нотр-Дам

## Фотогалерея

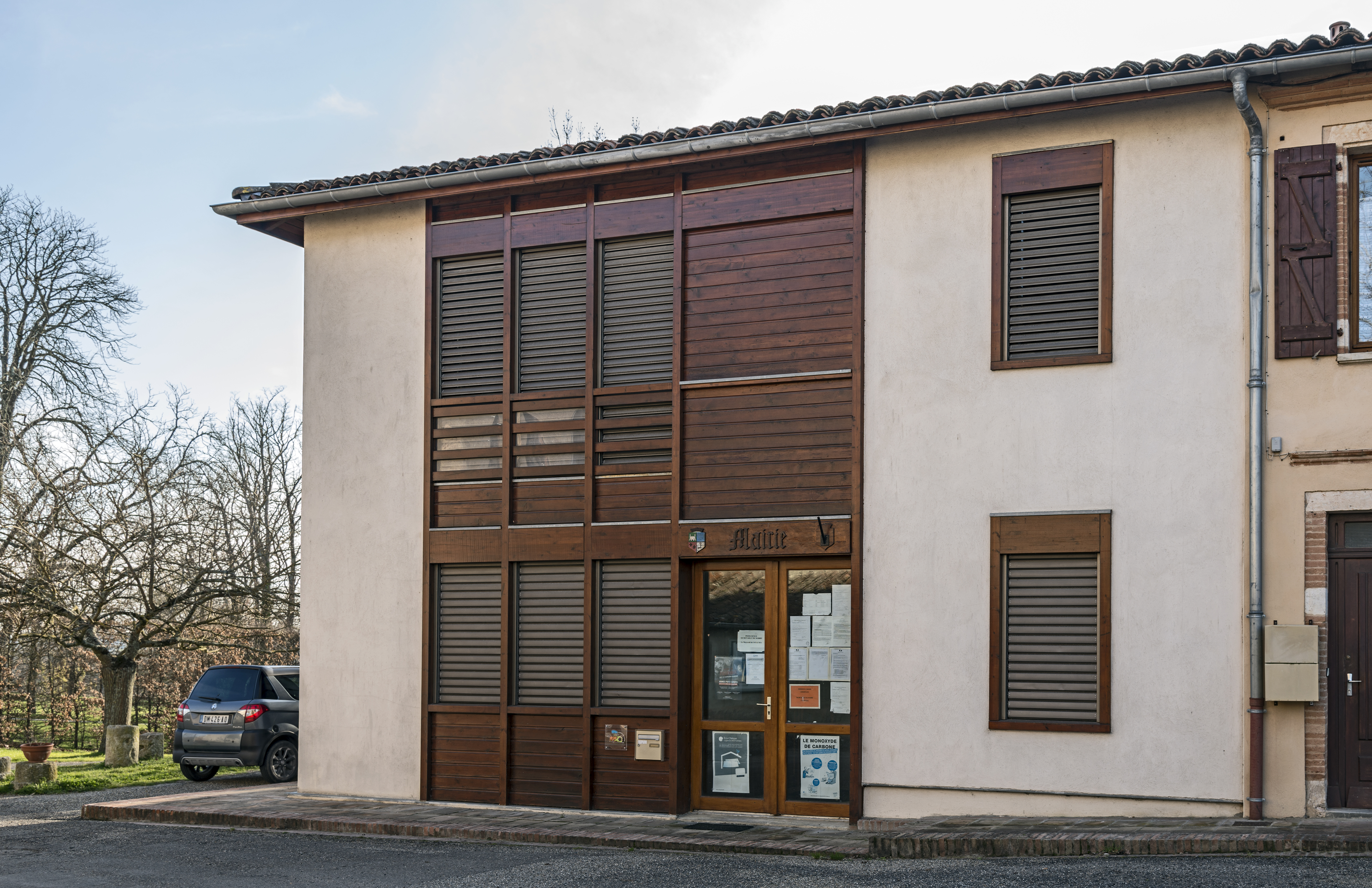
Мэрия
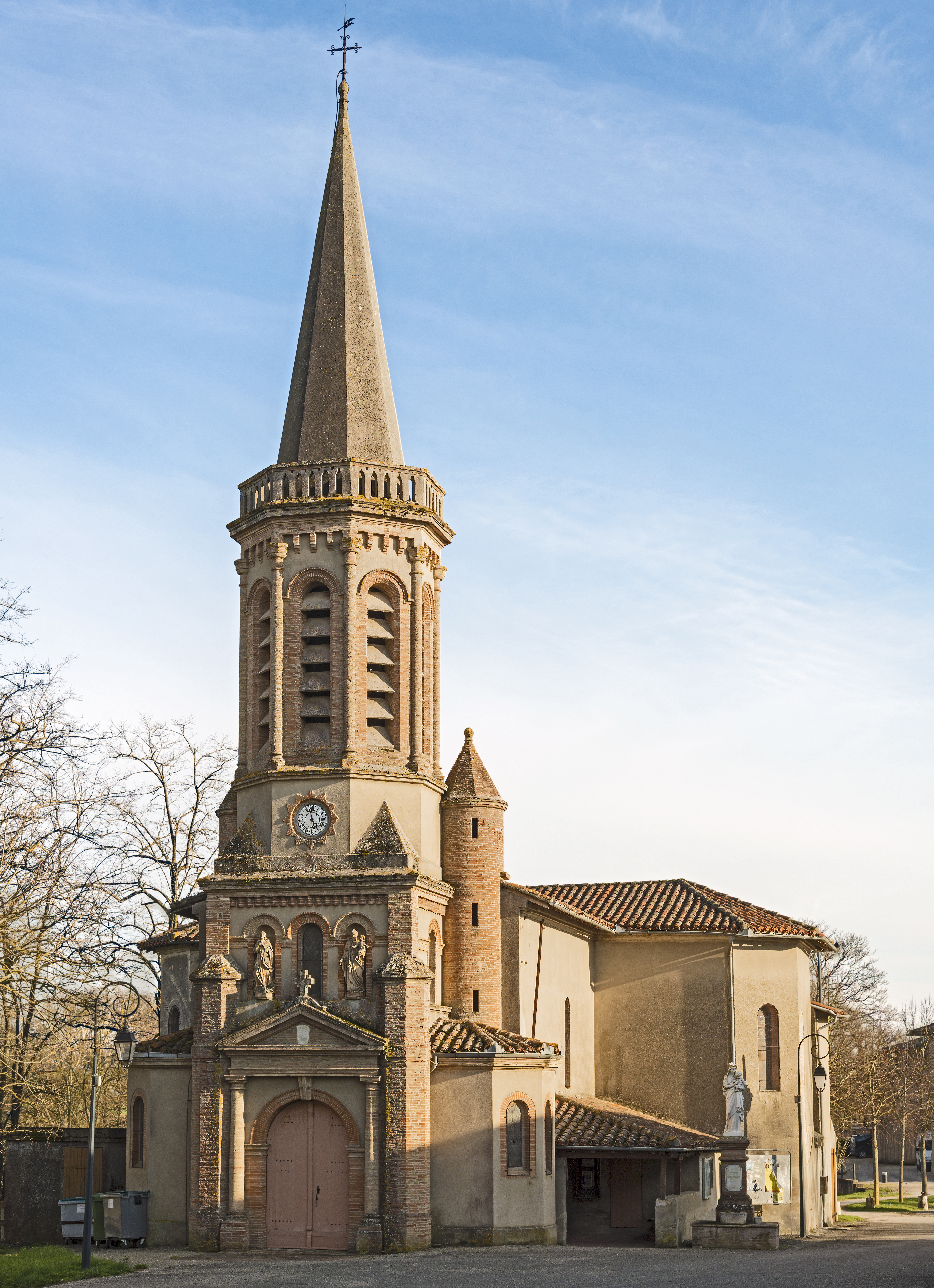
Церковь Нотр-Дам
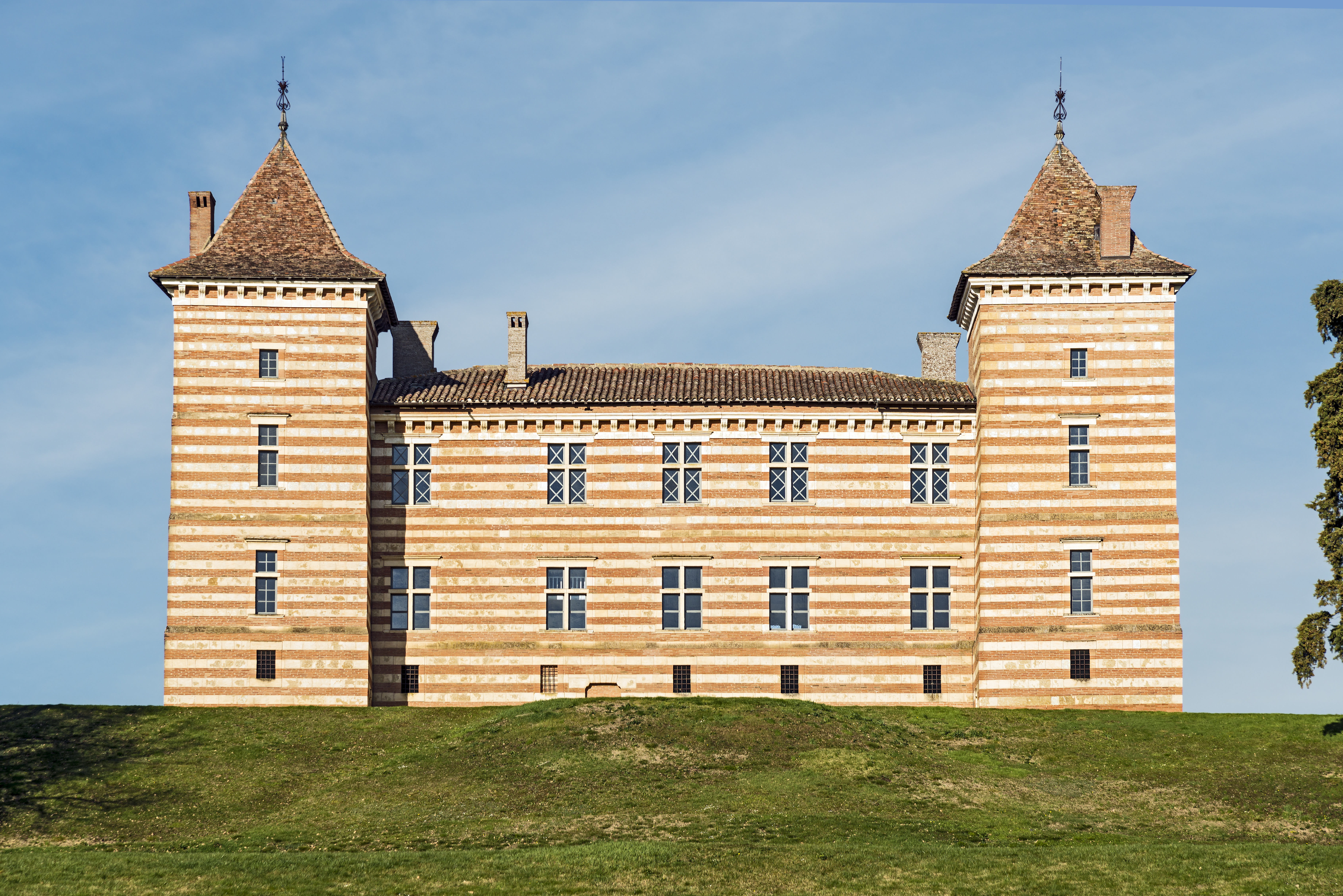
Замок Лареоль
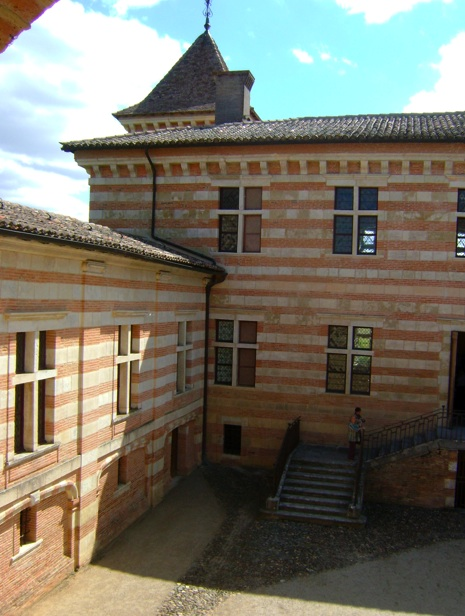
Замок Лареоль
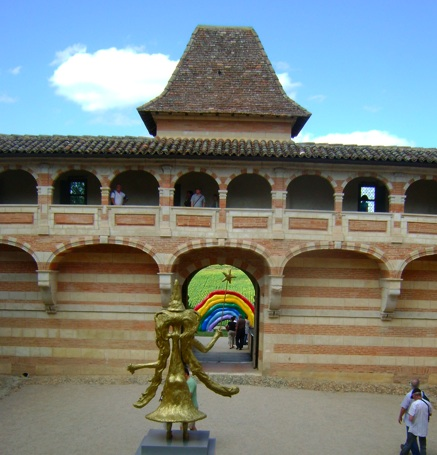
Замок Лареоль
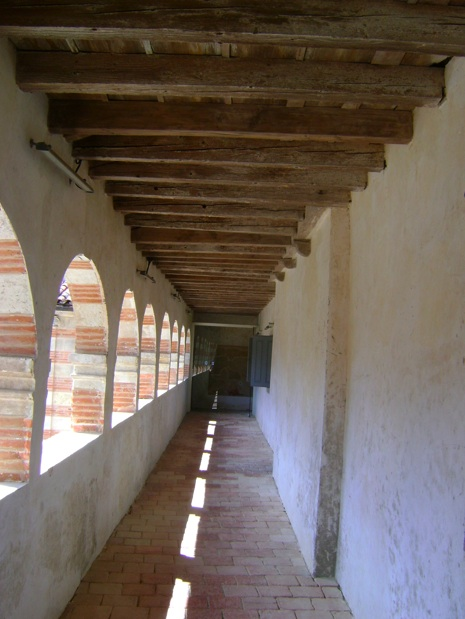
Замок Лареоль